# Mazsorettsport
A mazsorettsport különböző kéziszerek folyamatos használatával bemutatott, különböző jellegű versenygyakorlatokból álló, összetett, pontozásos sportág, amelyet főként nők űznek, a sportág szabályainak megfelelő létszámú, életkorú és időtartamú versenyprodukcióban. A különböző táncstílusok, a ritmikus gimnasztika, az akrobatika és a kéziszerhasználat elemei figyelhetők meg benne.
Az egyes szekciókban és versenykategóriákban egyéni versenyeket rendeznek, de az összetett versenyek és a csapatversenyek is a megmérettetés részei, 12x 12-es versenyterületen sportcsarnokban, vagy 100m -en haladás közben. A sportág hazai irányító szerve a Magyar Majorette Szövetség, nemzetközi szerve a Nemzetközi Mazsorett-Sport Szövetség (International Association of Majorette-Sport, IAM).
Jelenleg a hazai mazsorettsport két kategóriára osztja versenyzőit: A, B.

## Történet
A mazsorettsport (cseh nyelven „majorettsport”) ötlete, kialakítása Csehországban Mgr. Jiří Necid nevéhez fűződik. A mazsorettekkel színesített fúvószenei fesztiválokon szerzett tapasztalatai alapján 1994-ben szervezte az első versenyt. Kialakította az első versenyszabályokat, oly módon, hogy a verseny formája alkalmas legyen a TV-beli megjelenésre. (6 éven át közvetített a Brnói TV egyórás összeállításokat a mazsorettsport-versenyekről, ami sportág széles körű elterjedéséhez vezetett.)
Tapasztalata és tudása széles körben nyert elismerést a nemzetközi szintű versenyrendezők körében is, így éveken át az ő személye biztosította az Európa Nagydíj (European Grand Prix) és az Európa-bajnokság (European Majorettsport Championship) jó színvonalú lebonyolítását.
Az European Majorettes Association (EMA) 1999-ben Zágráb székhellyel jött létre, a mazsorettversenyek egész Európára való kiterjesztése céljából.
2004-ben négy nemzeti szövetség (Csehország, Lengyelország, Magyarország és Szlovákia) a megrekedt konzervatív felfogás és a versenyek sportszerűtlen lebonyolítása miatt elhagyta az EMA-t.
Öt nemzeti szövetség hozta létre 2004-ben a Nemzetközi Mazsorettsport Szövetséget (International Majorettsport Association). Az alapítók Mgr. Jiri Necid (the Civic Association of Hranice, Csehország), Stanisław Rewieński (Stowarzyszenie Mażoretek Tamburmajorek i Cheerleaderek Polskich, Lengyelország), Hegyesi István (Magyar Majorette Szövetség), PhDr. Róbert Geczy (Asociácia mažoretkového športu Slovensko, Szlovákia), Zeljka Banovic (Savez mažoretkinja i pom pon timova Hrvatske, Horvátország).
2004-től töretlen, folyamatos sportági fejlődés tapasztalható.
A kor kihívásainak megfelelve 2008-tól új tagok csatlakoztak (Ukrajna, Oroszország, Szerbia, Montenegró és Bulgária). A mazsorettek és a mazsorettsportklubok egyre magasabb szintű elvárásait képviselve új vezetők, új szakemberek kapcsolódtak a munkába.
A sportág fejlesztése érdekében a botforgatás, a zászlósbot mint új kéziszer, a ritmikus gimnasztika és női torna talajgyakorlati elemei és a show-mazsorett kategória is beépítésre került.
A felelősség demokratikus megosztása és a szakértelem elsődlegességének elvárása 2011 óta a bizottsági munkában nyilvánul meg. Évente a Bírói Bizottság és a Versenyzői Bizottság tagjai tanácskoznak és 1-2 éves tervjavaslatot tesznek a sportág további útjáról.

## Versenyrendszere
Nemzeti mazsorettsport bajnokság évente a tagországokban kora tavasszal.
A legjobbak (a nemzeti kvalifikáció alapján), 2004 óta minden évben a Mazsorettsport -Európa-bajnokságon, 2014 óta  Mazsorettsport Világbajnokságon is összemérhetik a tudásukat, általában augusztusban.
Európai, Nemzetközi Nagydíj versenyek és 2006 óta a Merry Majorette Nemzetközi Kupa is a versenyrendszer része a nyári időszakban.
Mazsorett-Európa-bajnokság
- 2004 Opole (Lengyelország)
- 2005 Opole
- 2006 Opole
- 2007 Opole
- 2008 Opole
- 2009 Opole
- 2010 Vyskov (Csehország)
- 2011 Porec (Horvátország)
- 2012 Opole
- 2013 Tatabánya Magyarország
- 2014 Porec Horvátország
- 2015 Brno Csehország
- 2016 Siófok Magyarország
- 2017 Albena Bulgária
- 2018 Opatija Horvátország
- 2019 Győr Magyarország

Európa Nagydíj
- 2009 Opatija (Horvátország)
- 2011 Belgrád (Szerbia)
- 2012 Siófok
- 2013 Albena (Bulgária)
- 2015 Szeged[1]

Merry Majorette Nemzetközi Kupa
- 2016 Siófok
- 2017 Albena
- 2018 Opatija
- 2019 Győr

## Versenygyakorlatok

### Szekciók
- Mazsorettbot (BAT)
- Pompon (POM)
- 2 különböző, egyszerre használt szer (MIX)
- Zászlósbot (FLAG)
- Show mazsorett (SHOW)
- Menetdob (DRUM)
- Bannier (BAN)
- Tamburbot (MACE)

### Kategóriák
- Bot összetett csapat (kadett, junior, szenior)
- Pompon összetett csapat (kadett, junior, szenior)
- Mix csapat (kadett, junior, szenior)
- Zászlósbot csapat (junior, szenior)
- Improvizációs menet bottal (kadett, junior, szenior)
- Bot miniformáció (kadett, junior, szenior)
- Pompon miniformáció (kadett, junior, szenior)
- Mix miniformáció (kadett, junior, szenior)
- Zászlósbot miniformáció (junior, szenior)
- Bot leány/fiú duó-trió (kadett, junior, szenior)
- Pompon leány duó-trió (kadett, junior, szenior)
- Bot leány szólisták (kadett, junior, szenior)
- Bot szóló férfi (junior, szenior)
- 2 botos leány szólista (szenior)
- Modern tamburbot szólista (szenior)
- Pompon leány szólisták (kadett, junior, szenior)
- Menetdobos csapat(junior, szenior)
- Show mazsorett csapat (kadett, junior, szenior)
- Hagyományos Bot összetett csapat (kadett, junior, szenior)
- Hagyományos Pompon összetett csapat (kadett, junior, szenior)
- Hagyományos Tamburbot összetett csapat (kadett, junior, szenior)
- Hagyományos szólóformációk

### Korosztályok
- Kadett: 8–11 éves
- Junior: 12–14 éves
- Szenior: 15 éves és ennél idősebb

### Versenybírók
Nemzetközi versenyen 5-7 pontozó és egy technikai bíró alkotja a zsűrit, akiket a megválasztott vezetőbíró irányít és a versenyigazgató felügyel.
A zsűrit azon országok nemzetközi képesítéssel rendelkező bírói alkotják, akik versenyzőt delegálnak az adott versenyre.